# José Vantolrá
José Raymundo Vantolrá Rangel, né le 30 mars 1943 à Mexico au Mexique, est un joueur de football international mexicain, qui évoluait au poste de défenseur, avant de devenir ensuite entraîneur.

## Biographie

### Carrière de joueur

#### Carrière en club
Avec le Deportivo Toluca, il remporte deux titres de champion du Mexique, et deux Supercoupes du Mexique.

#### Carrière en sélection
Avec l'équipe du Mexique, il joue 30 matchs, sans inscrire de but, entre 1963 et 1970. 
Il figure dans le groupe des sélectionnés lors de la Coupe du monde de 1970. Lors du mondial organisé dans son pays natal, il est titulaire et joue 4 matchs : contre l'Union soviétique, le Salvador, la Belgique, et enfin l'Italie. Le Mexique atteint les quarts de finale de la compétition.

## Palmarès
Deportivo Toluca
- Championnat du Mexique (2) :
  - Champion : 1966-67 et 1967-68.
  - Vice-champion : 1969-70, 1970-71.

- Supercoupe du Mexique (2) :
  - Vainqueur : 1967 et 1968.